# Rosario de los Esclavos

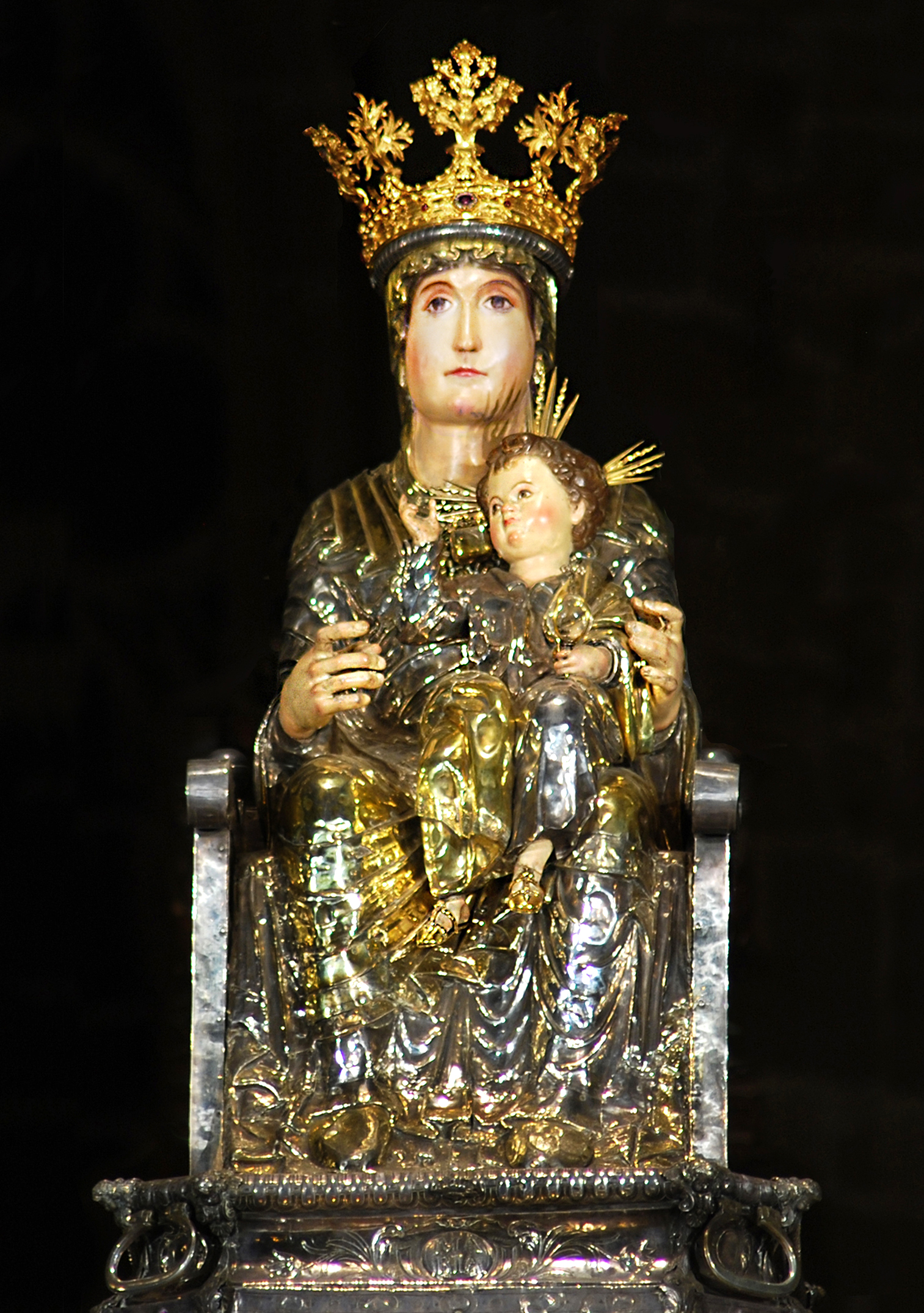
Santa María la Real, de la catedral de Pamplona, bajo la que con la antigua denominación de Santa María del Sagrario, se constituyó la Congregación de los Esclavos de María.

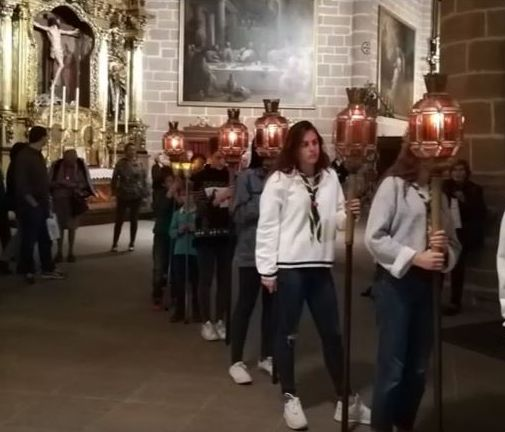
La procesión del Rosario de los Esclavos, con especial solemnidad un sábado de octubre

El Rosario de los Esclavos es una práctica de piedad que se celebra diariamente recorriendo el interior de la catedral de Pamplona, mediante el rezo de rosario acompañado de algunos cantos. Hay constancia de esta práctica desde finales del siglo XVIII, pues el 20 de abril de 1798 se acordó constituir una congregación cuya primera finalidad era mantener y promover esta costumbre. La congregación tomó el nombre de "Los esclavos de María, bajo la advocación de Nuestra Señora de Sagrario". Así queda denominada la Congregación en sus Constituciones, aprobadas el 1 de octubre de 1798.

## Orígenes de este rosario
El 9 de abril de 1798 un grupo de feligreses de la parroquia de San Juan -sita en la catedral de Pamplona- eligen los miembros que formarán la Junta de Gobierno de una nueva hermandad; unos días después, el 20 de ese mismo mes recogen por escrito los fines que se propone esa hermandad, explicándolo así:

Que desde tiempo muy antiguo se conserva en esta Santa Iglesia la costumbre de salir diariamente el Santo Rosario al toque de las Ave Marías, aunque especialmente en algunas ocasiones con tan poco concurso de gentes que parecía ir a expirar este piadoso uso.
Arraiza (1990), p. 28.

continúa después el escrito explicando como se ha reavivado esta práctica gracias a la predicación de un religioso que animó a que los se constituyese una congregación que se hiciese cargo de la organización de ese rosario. Así se llegó a la fundación de la Congregación de los Esclavos de María.
No hay documentos que permitan determinar desde cuándo se practicaba este rezo del rosario, pero sí que queda documentada la existencia en 1571 de una Cofradía del Santo Rosario en el convento de los dominicos de Pamplona, a la que un breve de Pío V autoriza a salir en procesión rezando el rosario con el mismo recorrido que la procesión solemne con el Santísimo. Por lo demás en Pamplona como en otras poblaciones de Navarra se extendió el rezo popular del rosario, de modo que en el siglo XVIII estaba afianzado del rosario de la aurora ; en concreto de la Catedral de Pamplona salía todas las tardes un rosario que recorría las calles de la ciudad, iluminando el cortejo con faroles, con indudable similitud al modo en que se ha desarrollado el rosario de los esclavos.

## La Congregación de los Esclavos de María Santísima
El 1 de octubre de 1797, ciento un señores de Pamplona aprueban las constituciones de la Congregación de los Esclavos de María Santísima, bajo la advocación Nuestra Señora del Sagrario, tras haber obtenido la venia del Obispo, Lorenzo Igual de Soria. La Constitución deja constancia de que el objeto principal de la cofradía es el rezo diario tal como se ha venido haciendo desde hace tiempo.
La denominación de "esclavos de María Santisima", utiliza el mismo nombre de la congregación fundada por el santo Simón de Rojas en 1611 en Madrid, para propagar la devoción al rosario; en la Constitución de la de Pamplona se deja constancia de la similitud de ambas congregaciones. Nuestra Señora del Sagrario, bajo cuya advocación se coloca la congregación, es el título con la que se conocía la imagen que desde los años 40 del siglo XX se denomina Santa María la Real, la denominación del Sagrario se debe a que siglos pasados se custodiaba en un tabernáculo o sagrario, que solo en las algunas fiestas dejaba el descubierto la imagen.
La constitución dispone que cada día, con ocasión del rezo del rosario se pedirán limosnas para los gastos de la cofradía, pues los hermanos solo se obligan a hacer un donativo cuando se inscriben en la congregación. Establece, así mismo, que la Junta directiva la compondrán dos sacerdotes -titulados directores primero y segundo-, y tres laicos: el mayordomo, encargado de la administración de las limosnas con que se atienden los gastos; el celador, que ha de cuidar por la puntualidad del rezo del rosario, y de los estandartes y faroles; y secretario. Se recomienda la regular asistencia de los hermanos a las funciones de culto, aunque no quedan obligados a ello.
En el primer año de la congregación se inscribieron 1.262 personas, hombres y mujeres como permitía su constitución, y no solo de las parroquia de San Juan, sino también de las otras parroquias de la ciudad, y también de los barrios fuera de muros, así por ejemplo de la Rochapea y de la Magdalena.

## Las distintas clases de rosario
En al capítulo IX de la Constitución de la hermandad se establecían hasta cinco clases de rosarios; el diario por la tarde, los domingos y fiestas solemnes por la mañana. En el capítulo X se prevé que cuando así lo determine la Junta se pueden celebrar otros rosarios solemnes que recorrerán algunas de las calles de la ciudad. En las actas de la congregación consta que el rosario diario se hace recorriendo las naves de la catedral, mientras que los domingos y fiestas se hace por las calles, o si el tiempo lo dificulta, por el claustro de la catedral; además, dentro de los rosarios que permitía el artículo X, en fechas muy especiales ese rosario se denomina magno, y se celebra con especial solemnidad. Tal como se establece en el capítulo XVII la Congregación queda incorporada  la cofradía del rosario de los dominicos del convento de Santiago, lo que supone beneficiarse de las muchas indulgencias concedidas a esa cofradía; muestra de esa incorporación es la visita que -de acuerdo con el capítulo XVIII-  realizaba la congregación a este convento, todos los años en la víspera de la fiesta de Nuestra Señora del Rosario; al llegar se entregaba a los dominicos el estandarte de la congregación que se recogía a la salida, para terminar el rezo del rosario en la catedral.

## El rosario diario
En cualquier caso, el rosario que ha tenido más arraigo en el pueblo, y que se mantiene hasta  hoy es el diario. Hasta 1875 este rosario diario se hacía de mañana recorriendo las calles cercanas a la catedral, en 1875 pasó a celebrarse siempre en el interior de la catedral, y en 1897 se trasladó de la mañana a la tarde, desde entonces se celebra las 7 y media de la tarde; se inicia con el toque de un campanil por parte del celador, recorriendo las naves de la catedral, portando estandartes y faroles. El farol más antiguo, es de 1758, por tanto anterior a la fundación de la congregación, pero se han ido añadiendo muchos más, cuidando su diseño; por ejemplo, en 1836 se encargó un par de faroles, en 1889, una docena, en 1901 una pareja, y en  1927, veinte más; la última incorporación es de 1993 cuando un congregante regaló seis faroles octogonales.
También los estandartes que dan pauta la procesión desempeñan un papel decisivo en el rosario; la procesión se encabeza por uno que la tradición lo remonta al siglo XVIII, aunque evidentemente poco quedará del tejido primitivo; pero -como sucede con los faroles- otros estandartes se han añadido con el paso de los años; todos presentan en el centro una imagen de Nuestra Señora, con distintos motivos ornamentales alrededor.
El rosario se reza cantando por coros alternos, pero al padrenuestro y avemarías se añaden diversos cantos y letrillas, algunos propios del tiempo litúrgico.. En los archivos de la congregación se conservan las anotaciones musicales de 73 avemarías, pero se dispone también de numerosas letrillas; un buen número de ellas fueron recopiladas por D. Domingo Balerdi y publicadas en 1861 en un folleto de 30 páginas, bajo el título de Letrillas que se cantan